# Igor Miladinović
Igor Miladinović (en serbi: Игор Миладиновић; nascut el 25 de gener de 1974) és un jugador d'escacs serbi, que té el títol de Gran Mestre des de 1993. Ha representat les federacions de Iugoslàvia (1993-95), Grècia (1995-2004), Sèrbia i Montenegro (2004-06) i Sèrbia. Havia estat casat amb la Gran Mestre Femení Anna-Maria Botsari.
A la llista d'Elo de la FIDE del gener de 2022, hi tenia un Elo de 2509 punts, cosa que en feia el jugador número 12 (en actiu) de Sèrbia. El seu màxim Elo va ser de 2630 punts, a la llista del juliol de 2004 (posició 67 al rànquing mundial).

## Resultats destacats en competició
Miladinović va guanyar l'edició de 1993 del campionat del món juvenil, i al final d'aquell any fou nomenat Atleta de l'Any de Iugoslàvia. El 1994 va participar, representant Iugoslàvia a l'olimpíada de Moscou, en la qual hi va guanyar una medalla de bronze individual al 4t tauler. Cap a 1995 es va mudar a viure a Grècia, i va jugar representant aquell país a les olimpíades d'escacs en el període entre 1996 i 2002.
El 2003/04 va guanyar el fort 46è torneig Reggio Emilia.